# Гапоненко, Владимир Иванович
Владимир Иванович Гапоненко (укр. Володимир Іванович Гапоненко; 20 декабря 1969, Сквира — 8 января 2020, Тегеран) — украинский лётчик авиакомпании «Международные авиалинии Украины», командир воздушного судна Boeing 737 (рейс PS752), сбитого в Тегеране 8 января 2020 года. Герой Украины (29 декабря 2020, награждён посмертно).

## Биография
В 1987 году поступил в Кировоградское высшее лётное училище гражданской авиации (нынешняя Кропивницкая лётная академия Национального авиационного университета), окончил его в 1992 году по направлению «Эксплуатация воздушного транспорта» со специализацией «Воздушная навигация». Инженер-штурман. В 1992 году начал работу в Борисполе на должности штурмана Ту-134. Налетал 11600 часов на самолётах Boeing 737, в том числе 5500 часов в качестве командира воздушного судна.
Погиб 8 января 2020 года в результате катастрофы самолёта Boeing 737 (рейс PS752) компании МАУ, который был сбит ракетами ПВО Ирана. По словам официальных представителей Ирана, причиной катастрофы стал человеческий фактор.

## Семья
Супруга — Екатерина, две дочери.

## Награды
- Звание Героя Украины с вручением ордена «Золотая Звезда» (29 декабря 2020, посмертно) — «за героизм и самоотдачу, проявленную при выполнении служебного долга»[9]